# Los Ronaldos
Los Ronaldos est un groupe espagnol de rock, originaire de Madrid. Il est formé en 1985 et actif jusqu'en 1998,. Cependant, en 2007, ils se réunissent à nouveau pour la sortie de l'EP 4 Canciones, pour lequel ils ont ensuite effectué une tournée et enregistré un album live intitulé La Bola Extra. En 2008, ils se séparent de nouveau et poursuivent leur carrière en solo,,.

## Histoire
La première répétition du groupe a lieu en 1985. Ils donnent leur premier concert en janvier 1986 et, enfin, en 1987, ils sortent leur premier album : Los Ronaldos. « Ça semble rapide, oui, mais il y a eu beaucoup, beaucoup de travail dans ce laps de temps », explique Luis Martín. Dès 1987, ils commencent à se produire périodiquement dans de petites salles de la ville de Madrid. Leur signature avec la multinationale EMI leur permet de sortir leur premier album, intitulé Los Ronaldos, qui contient l'un de leurs premiers succès. De ce premier album sont nés plusieurs succès immédiats tels que Sí, sí, Si os vais et Ana y Choni. Leur album suivant, Saca la Lengua (1988), est celui qui recevra le meilleur accueil de leur carrière, notamment grâce à son titre phare, Adiós papá, l'une des chansons les plus populaires du groupe. En 1990 sort Sabor salado, enregistré au Royaume-Uni et produit par John Cale, qui n'est pas aussi bien accueilli par le public que les deux albums précédents,,.
Les deux albums suivants ne remportent pas non plus la faveur des fans et, en 1995, le batteur Ricardo Moreno quitte le groupe et est remplacé par Daniel Parra. En 1996, ils sortent leur dernier album, Quiero que estemos cerca, un enregistrement en public qui reprend leurs plus grands succès. Deux ans plus tard, le groupe se sépare.
En 2007, la formation originale des Ronaldos se réunit à l'occasion de la sortie d'un nouvel EP intitulé 4 Canciones, qui contenait plusieurs chansons inédites devenues de grands succès comme No puedo vivir sin ti. Au cours de l'été de la même année, ils effectuent une tournée promotionnelle, à partir de laquelle un album en direct intitulé La Bola Extra est enregistré,,,,
En 2008, ils se séparent à nouveau et poursuivent leur carrière en solo,,.

## Discographie
- 1987 : Los Ronaldos
- 1988 : Saca la lengua
- 1990 : Sabor salado
- 1992 : Cero
- 1994 : Idiota
- 1996 : Quiero que estemos cerca
- 2005 : Guárdalo con amor
- 2007 : 4 Canciones
- 2008 : La bola extra